# ویلی لدسما
ویلی لدسما (انگلیسی: Willy Ledesma؛ زادهٔ ۲۳ ژانویهٔ ۱۹۸۹) بازیکن فوتبال اهل اسپانیا است.
از باشگاه‌هایی که در آن بازی کرده‌است می‌توان به باشگاه فوتبال رایو وایکانو اشاره کرد.